# The Ninth Wave
The Ninth Wave ist eine schottische Post-Punk-Band aus Glasgow.

## Geschichte
Zur 2016 gegründeten Band gehören Haydn Park-Patterson (Gesang, E-Gitarre), Millie Kidd (Gesang, E-Gitarre), Lewis Tollan (Schlagzeug) und Louise McLennan (Keyboard).
Elina Lin hatte vor Millie Kidd den weiblichen Gesangspart. 2016 wurde die Band mit dem „Scottish Alternative Music Award“ in der Kategorie „Best Newcomer“ ausgezeichnet.
Die Band ist seit 2017 beim Label Distiller Records unter Vertrag.
Sie spielte unter anderem auf dem SXSW in Texas, dem Reeperbahn Festival in Hamburg und dem The Great Escape Festival in England.

## Stil
Der Stil von The Ninth Wave entspricht einer „melancholischen Mischung aus packendem Indie-Rock und glitzernden Gothic Synths“ (Rory Marcham, Clash Magazine). Die Musik wird regelmäßig mit der von Bands wie The Cure, Interpol oder den White Lies verglichen.

## Diskografie
Studioalben
- 2019: Infancy
- 2020: Happy Days!
- 2022: Heavy Like a Headache

EPs
- 2017: Reformation
- 2018: Never Crave Attention
- 2018: Flesch[8]

Singles
- 2017: Reformation
- 2017: Liars
- 2018: New Kind of Ego
- 2018: Sometimes the Silence Is Sweeter
- 2018: Love You 'Till the End
- 2019: Half Pure
- 2019: Used to Be Yours
- 2019: First Encounters
- 2019: This Broken Design
- 2019: Imitation
- 2019: Human Behaviour
- 2019: Happy Days!
- 2020: I'm Only Going to Hurt You
- 2020: Come Down Forever
- 2020: Everything Will Be Fine
- 2021: Maybe You Didn't Know
- 2021: Piece and Pound Coins
- 2021: What Makes You a Man
- 2022: Hard Not to Hold You